# Eugène-Emmanuel Amaury-Duval

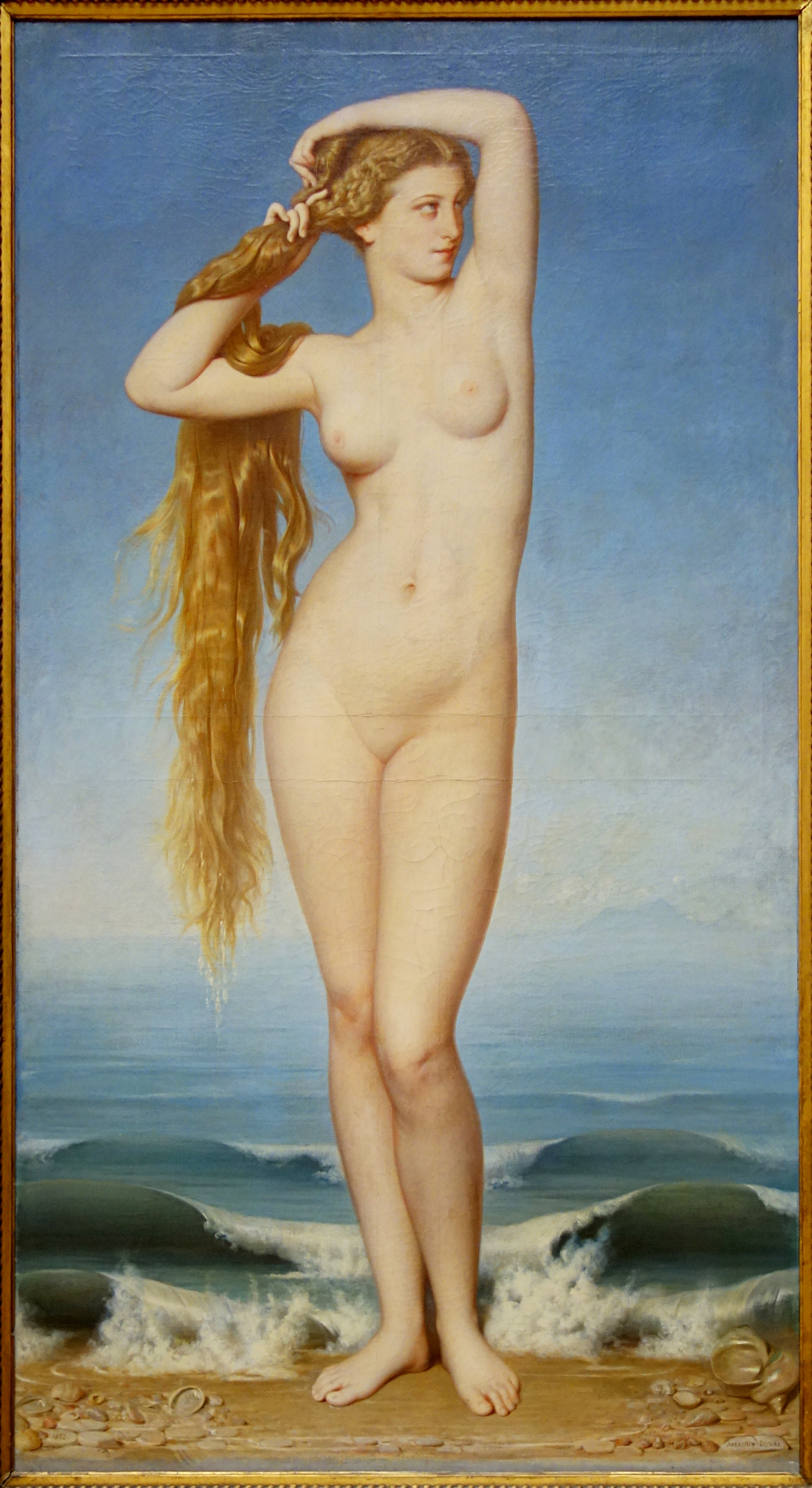
Amaury-Duval, Narodziny Wenus, 1862

Eugène-Emmanuel Amaury-Duval znany pod pseudonimem Amaury-Duval (ur. 16 kwietnia 1808 w Montrouge, zm. 25 grudnia 1885) – malarz francuski.
Syn dyplomaty i historyka Amaury’ego Duvala i bratanek dramaturga Alexandre’a Pineu Duvala.
Był jednym z pierwszych uczniów Ingres’a. W 1829 wziął udział w wyprawie naukowców i artystów do Grecji, którą sponsorował Karol X Burbon (tzw. ekspedycja Moera). W latach 1834–1836 odbył długą podróż do Włoch, odwiedził Florencję i Rzym i Neapol, gdzie zafascynował się sztuką włoskiego renesansu. Po powrocie do Francji zajmował się dekorowaniem świątyń m.in. kaplic św. Filomeny w kościele Saint-Merry (1840-1844) i NMP w kościele Saint-Germain l’Auxerrois w Paryżu (1844-1846) oraz kościoła parafialnego w Saint-Germain-en-Laye (1849/56).
Artysta malował początkowo portrety, które wystawiał z powodzeniem od 1833 w paryskim Salonie, później zajmował się malarstwem historycznym i dekoracyjnym. Największy wpływ na jego twórczość miał Ingres, w późniejszym okresie malarz tworzył również obrazy zbliżone do dzieł prerafaelitów i niemieckiego malarza Johanna Overbecka.
Amaury-Duval opublikował Souvenirs (Wspomnienia) oraz L’Atelier d’Ingres (Pracownia Ingres’a), w których przekazał liczne opinie i poglądy swojego nauczyciela.

## Wybrane prace
- Zwiastowanie, 1860, Musée d’Orsay, Paryż,
- Narodziny Wenus, 1862, Palais des Beaux-Arts w Lille,
- Madame de Loynes, 1862, Musée d’Orsay, Paryż.